# Алис-Спрингс
А́лис-Спри́нгс (англ. Alice Springs) — город на юге Северной территории Австралии. Расположен практически в точном географическом центре страны. Местные жители чаще называют город просто «Элис» (Alice). На языке аборигенов город известен под именем «Мпарнтве» (Mparntwe). Население составляет 31 120 человек (2020), что делает город третьим по численности в регионе после Дарвина и Палмерстона. Алис-Спрингс почти равно удалён от городов Аделаида на юге и Дарвин на севере. К западу от города расположена гора Либиг. Алис-Спрингс является центром региона Центральная Австралия.

## История
Город был основан как посёлок при телеграфной станции на середине караванного пути, связывающего север и юг континента. Первоначально назывался Стюарт, в честь знаменитого исследователя континентальной Австралии Джона Макдуала Стюарта. Посёлок был расположен вблизи непересыхающего родника, называемого Алис-Спрингс (см. фотографию), из-за чего город стали часто называть тем же именем. В 1929 году из Аделаиды была проведена железная дорога, и город был перенесён ближе к станции. В 1933 году, после многих дебатов, город был официально переименован в Алис-Спрингс. Но автомагистраль, связывающая Аделаиду и Дарвин, сохранила своё название — «Стюарт Хайвэй» (Stuart Highway).
Алис-Спрингс расположен почти в самом географическом центре Австралии, расстояния ближайшего морского побережья — около 1200 км, до ближайшего крупного города — 1500 км. Город также является центром железнодорожной и автомобильной магистралей, соединяющих север и юг континента.
С 1966 года вблизи города действует станция радиоэлектронной разведки Pine Gap, на которой работает свыше 1000 сотрудников АНБ, ЦРУ и NRO США. Объект Пайн-Гэп известен как одна из самых крупных зарубежных станций радиоэлектронной разведки США, он входит в сеть «Эшелон». Долгое время эта база являлась основным источником дохода города, но в настоящее время основным видом городского дохода является туризм.

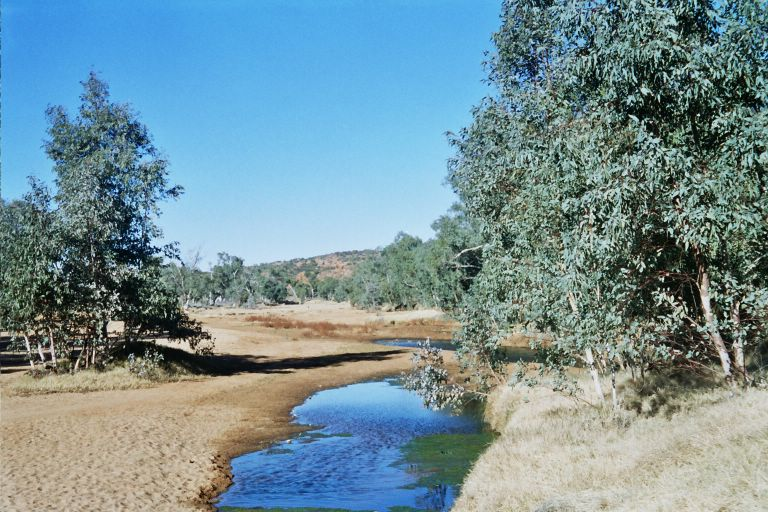
Родник «Элис», давший название городу

Городской аэропорт находится в 14 км к югу от города. Он был построен в 1940 году (вместо старого аэропорта, существовавшего с 1920 г.) и с тех пор неоднократно расширялся. Во время Второй мировой войны аэропорт играл важную роль для военно-транспортной авиации. В наши дни он не только принимает самолёты гражданской авиации, но и используется для запуска стратостатов с разного рода научной аппаратурой.

## Население
Согласно переписи 2001 года, население города составило 23 384 человек, из которых 17 % являлись австралийскими аборигенами. На 2005 год всё население оценивалось в 26 486 человек, в 2024 году население Алис-Спрингс насчитывает 33 180 человек.

#### Американское население
Американцы проживают в Алис-Спрингс непрерывно с момента основания 421-й военно-воздушной базы США. В настоящий момент она расположена на Шварц-Кресцент и является частью совместного американо-австралийского проекта под названием Совместная Геологическая и Географическая Исследовательская Станция (JGGRS).
В настоящее время около 2000 резидентов округа Алис-Спрингс имеют американское гражданство. Большинство из них, а также некоторое количество австралийцев, отмечают крупные американские праздники, такие как День независимости и День благодарения. Американцы из Алис-Спрингс также известны как участники множества спортивных команд и клубов, в том числе по бейсболу, баскетболу и футболу.

## Туризм
Главнейшим фактором для привлечения туристов в город раньше являлась расположенная в 340 км к юго-западу гора Улуру. Однако в 1984 году в 18 км к северу от этой горы был основан туристический курорт Юлара, на границе которого впоследствии был построен аэропорт Айерс-Рок. Поэтому с 2000-х годов многие авиатуристы (в отличие от автотуристов) стали летать непосредственно в Юлару, из-за чего значительная часть из них больше не посещают Алис-Спрингс.
Алис-Спрингс имеет большое количество туристических курортов, казино, музей искусства аборигенов, ночные клубы, пабы, множество ресторанов и кафе. Для приезжающих туристов доступны также следующие программы: посещение «Пустынного парка» (Desert Park), старой телеграфной станции, центра рептилий, ботанического сада и кинотеатра, а также туры на верблюдах, полёты на воздушном шаре и многое другое. Для размещения туристов доступны несколько отелей, хостелов, а также специальные парки для остановки людей, приезжающих на собственных автомобилях.
В течение года в Алис-Спрингсе проводится множество различных фестивалей и представлений, включающих гонки по пустыне и по реке Тодд.

## Климат
Температурные колебания составляют около 20°C каждый день. Летом, в дневное время, температура нередко достигает 40 °C, абсолютный максимум составляет 48 °C. Зимой температура значительно ниже, иногда бывают заморозки до −7 °C, а абсолютный минимум составляет −10 °C, несмотря на то, что город находится на широте Южного тропика. Климат очень сухой, большинство осадков выпадает летом.
| Показатель                                | Янв. | Фев. | Март | Апр. | Май  | Июнь | Июль | Авг. | Сен. | Окт. | Нояб. | Дек. | Год   |
| ----------------------------------------- | ---- | ---- | ---- | ---- | ---- | ---- | ---- | ---- | ---- | ---- | ----- | ---- | ----- |
| Абсолютный максимум, °C                   | 46,7 | 44,4 | 45,0 | 39,1 | 38,3 | 31,4 | 31,1 | 35,6 | 37,6 | 45,0 | 45,6  | 47,5 | 47,5  |
| Средний суточный максимум, °C             | 35,9 | 35,0 | 32,3 | 27,6 | 23,0 | 19,7 | 19,5 | 22,9 | 27,0 | 31,1 | 33,9  | 35,5 | 28,6  |
| Средняя температура, °C                   | 28,4 | 27,6 | 24,7 | 19,9 | 15,4 | 12,3 | 11,6 | 14,5 | 18,4 | 22,8 | 25,8  | 27,7 | 20,8  |
| Средний суточный минимум, °C              | 20,9 | 20,1 | 17,1 | 12,2 | 7,7  | 4,9  | 3,7  | 6,0  | 9,7  | 14,4 | 17,6  | 19,9 | 12,9  |
| Абсолютный минимум, °C                    | 10,0 | 8,9  | 3,9  | 1,8  | −3   | −5,6 | −5,6 | −3,9 | −1,1 | 2,4  | 4,1   | 7,8  | −5,6  |
| Норма осадков, мм                         | 42,7 | 41,4 | 33,1 | 16,4 | 16,1 | 14,6 | 13,6 | 10,4 | 9,4  | 20,1 | 25,1  | 36,3 | 279,3 |
| Источник: Австралийское бюро метеорологии |      |      |      |      |      |      |      |      |      |      |       |      |       |

## Экономика
Экономика Алис-Спрингса быстроразвивающаяся и сам город является одним из самых богатых городов Австралии. Главные источники доходов города включают:
- Туризм, основанный на посещении горы Улуру, что даёт городу более 500 000 туристов в год.
- Существенное бюджетное финансирование, связанное с высокой численностью аборигенов.
- Доход, получаемый от базы «Пайн Гэп», составляет около 12 млн $ в год.